# Karl von Brauchitsch (General, 1822)
Karl Ludwig Heinrich Eduard von Brauchitsch (* 5. Mai 1822 in Berlin; † 17. Juli 1896 in Rostock) war ein preußischer Generalmajor.

## Leben

### Herkunft
Karl war ein Sohn des preußischen Generals der Infanterie Eduard von Brauchitsch (1798–1869) und dessen Ehefrau Elisabeth, geborene von Oertzen, verwitwete von Dewitz (1791–1839). Sein Bruder Eduard (1827–1889) wurde Generalmajor, seine Halbbrüder Konrad (1853–1916) preußischer Generalmajor und Louis (1857–1930) Generalleutnant.

### Militärkarriere
Nach dem Besuch des Berliner Kadettenhauses wurde Brauchitsch am 8. August 1839 als Sekondeleutnant dem 1. Garde-Regiment zu Fuß der Preußischen Armeeaggregiert und Ende April 1842 in den Etat einrangiert. Von 1845 bis 1846 war er zum kombinierten Garde-Reserve-Bataillon und Mitte April bis Mitte August 1847 zum Kadettenhaus nach Berlin kommandiert. Von dort wechselte er am 2. April 1848 in die Schleswig-Holsteinische Armee und nahm im Feldzug gegen Dänemark an den Gefechten bei Friedericia, Missunde, Kolding und Gudsoe teil.
Brauchitsch kehrte am 14. September 1849 in das 1. Garde-Regiment zu Fuß zurück und stieg im Mai 1852 zum Premierleutnant auf. Von 1853 bis 1856 kam er als Lehrer in die Vereinigte Divisionsschule nach Potsdam und in dieser Zeit wurde er am 14. Juni 1854 zum Hauptmann befördert. Nach seiner Rückkehr in sein Stammregiment wurde er am 1. Oktober 1856 zum Kompaniechef ernannt. Vom 1. Juli 1860 bis zum 13. Oktober 1862 war er im 3. Garde-Regiment zu Fuß tätig. Daran schloss sich unter Beförderung zum Major eine Verwendung im 2. Rheinischen Infanterie-Regiment Nr. 28 an. Am 21. November 1864 erhielt Brauchitsch das Kommando über das I. Bataillon, das er 1866 im Krieg gegen Österreich in den Schlachten bei Münchengrätz und Königgrätz führte. Nach dem Krieg stieg er zum Oberstleutnant auf und wurde für sein Wirken mit dem Roten Adlerorden IV. Klasse mit Schwertern ausgezeichnet.
Er erhielt am 23. Juli 1868 den Charakter als Oberst und wurde am 10. August 1868 unter Stellung à la suite seines Regiments zum Kommandant von Swinemünde ernannt. Das Patent zu seinem Dienstgrad wurde ihm am 26. Juli 1870 verliehen. Unter Verleihung des Charakters als Generalmajor stellte man ihn am 15. April 1873 in Genehmigung seines Abschiedsgesuches mit Pension zur Disposition. Er starb am 17. Juli 1896 in Rostock.

### Familie
Brauchitsch heiratete am 25. August 1851 in Wismar Thekla von Liebeherr (1819–1891), eine Schwester des Generalmajors Rudolf von Liebeherr. Aus der Ehe gingen die Töchter Elisabeth (* 1854) und Marie (* 1859) hervor.